# Suad Beširević
Suad Beširević (Lubiana, 4 marzo 1963 – Lubiana, 28 settembre 2019) è stato un calciatore e allenatore di calcio sloveno, di ruolo attaccante.

## Carriera

### Club
Ha trascorso buona parte della sua carriera al Borac Banja Luka, squadra con cui ha vinto la Coppa di Jugoslavia nel 1988.
La sua seconda patria calcistica è stata Cipro dove ha trascorso quasi tutta la parte conclusiva della sua carriera, vincendo un titolo di capocannoniere nella stagione 1990-1991.

### Allenatore
Ha allenato sempre in Slovenia, in squadre solitamente di non primissimo livello.

## Palmarès

### Giocatore

#### Club
- Coppa di Jugoslavia: 1

Borac Banja Luka: 1987-1988

#### Individuale
- Capocannoniere del campionato cipriota: 1

1990-1991